# Zaropunis melanope
Zaropunis melanope är en tvåvingeart som beskrevs av Léonidas Tsacas 1990. Zaropunis melanope ingår i släktet Zaropunis och familjen daggflugor. Inga underarter finns listade i Catalogue of Life.